# Campeonato Mundial de Patinaje Artístico sobre Hielo de 1903
El VIII Campeonato Mundial de Patinaje Artístico se realizó en San Petersburgo (Rusia) entre el 20 y el 21 de febrero de 1903 bajo la organización de la Unión Internacional de Patinaje sobre Hielo (ISU) y la Federación Rusa de Patinaje sobre Hielo. 

## Resultados

### Masculino
| Puesto | Nombre         | País              | Puntos |
| ------ | -------------- | ----------------- | ------ |
| Oro    | Ulrich Salchow | Suecia            | 6      |
| Plata  | Nikolai Panin  | Rusia             | 12     |
| Bronce | Max Bohatsch   | Imperio austríaco | 12     |

## Medallero
| Núm. | País              | Oro | Plata | Bronce | Total |
| ---- | ----------------- | --- | ----- | ------ | ----- |
| 1    | Suecia            | 1   | 0     | 0      | 1     |
| 2    | Rusia             | 0   | 1     | 0      | 1     |
| 3    | Imperio austríaco | 0   | 0     | 1      | 1     |
|      | TOTAL             | 1   | 1     | 1      | 3     |

| Predecesor: Reino Unido 1902 | Campeonato Mundial de Patinaje Artístico sobre Hielo 1903 | Sucesor: Alemania 1904 |

- Datos: Q1318718